# Saurita geralda
Saurita geralda är en fjärilsart som beskrevs av William Schaus 1924. Saurita geralda ingår i släktet Saurita och familjen björnspinnare. Inga underarter finns listade.